# Rosolina
Rosolina je italská obec a město v oblasti Benátsko v provincii Rovigo.

## Geografie
Rosolina se nachází v deltě řeky Pádu 40 km od Roviga, 65 km od Benátek a 55 km od Padovy.
Sousední obce: Chioggia (VE), Loreo, Porto Viro.

## Demografie
Počet obyvatel

## Ekonomika
Ekonomika oblasti je založena především na zemědělství a v neposlední řadě také na turismu. Části obce Rosolina Mare, která leží u moře, a ostrov Albarella, navštěvují každoročně stovky turistů.